# Chadrac Akolo
Chadrac Akolo (ur. 1 kwietnia 1995 w Kinszasie) – kongijski piłkarz grający na pozycji napastnika w Amiens SC.

## Życiorys
W czasach juniorskich trenował w szwajcarskich FC Bex i FC Sion. W 2014 roku dołączył do kadry pierwszego zespołu Sion. W rozgrywkach Swiss Super League po raz pierwszy zagrał 15 maja 2014 w przegranym 0:2 meczu z FC Sankt Gallen. 2 lutego 2016 został wypożyczony do końca sezonu do Neuchâtelu Xamax. 9 lipca 2017 odszedł za około 6 milionów euro do niemieckiego VfB Stuttgart. W Bundeslidze zadebiutował 19 sierpnia 2017 w przegranym 0:2 meczu z Herthą BSC. Grał w nim do 76. minuty, po czym został zastąpiony przez Anastasiosa Donisa. 30 lipca 2019 odszedł do francuskiego Amiens SC. W 2021 był z niego wypożyczony do SC Paderborn 07.
W reprezentacji Demokratycznej Republiki Konga zadebiutował 5 września 2017 w zremisowanym 2:2 meczu z Tunezjąw ramach eliminacji do Mistrzostw Świata 2018. Na boisko wszedł w 76. minucie, zmieniając Firmina Mubele.